# Borislav Pelević
Borislav Pelević (Bublje, Peć, 22. studenoga 1956. — Beograd, 25. listopada 2018.) bio je srbijanski političar, doktor znanosti i samostalni zastupnik u srbijanskoj skupštini. Bio je predsjednik stranke Sabor srpskog jedinstva. Bio je dragovoljac i jedan od zapovjednika Srpske dobrovoljačke garde.

## Karijera
Bio je član Saveza komunista Jugoslavije. Zatim je bio jedan od zapovjednika Arkanovih Tigrova i član predsjedništva Srpske napredne stranke. Danas je samostalni narodni zastupnik u skupštini Republike Srbije. Doktor je znanosti iz područja sportskog menadžmenta i profesor na Visokoj sportskoj i zdravstvenoj školi u Beogradu, na predmetima Menadžment sportskih natjecanja i Uvod u menadžment.
Željko Ražnatović Arkan osnovao je Stranku srpskog jedinstva jeseni 1993. godine. Nakon Arkanovog ubojstva na čelo stranke došao je njegov kum Pelević. Stranku je uz Pelevića vodio i Dragan Marković Palma, koji se odvojio 2003. godine i osnovao Jedinstvenu Srbiju. SSJ se kasnije utopila u Srpsku radikalnu stranku. Nakon sukoba unutar radikala jeseni 2008. godine Pelević se priklonio Nikoliću i njegovoj Srpskoj naprednoj stranci (skraćeno SNS).
Iz naprednjaka je istupio u kolovozu 2012. godine, tvrdeći da je nezadovoljan politikom nove vlasti (predvođene SNS-om) prema Kosovu.
Kao dragovoljac sudjelovao je u agresiji na Hrvatsku i BiH 1991. – 1995. i dva puta je teško ranjean. Odlikovan je Srebrnom i Zlatnom medaljom za hrabrost „Miloš Obilić”.
Tim koji pomaže obranu Vojislava Šešelja podnio je Tužiteljstvu za ratne zločine Srbije krivičnu prijavu protiv Borislava Pelevića za zločine počinjene u Zvorniku 1992. Nekoliko svjedoka u procesu protiv čelnika radikala pred Haaškim tribunalom tvrdili su da su za zločine u Zvorniku, koji se stavljaju na teret Šešelju, odgovorni pripadnici Srpske dobrovoljačke garde. Pelević je uzvratio kaznenom prijavom protiv trojice dužnosnika, Gordane Pop-Lazić, Marine Raguš i Petra Jojića zbog toga što su ga lažno optužili za ratni zločin. Tužiteljstvo za ratne zločine Republike Srbije odbacilo je sve navedene optužbe protiv Pelevića kao neutemeljene.
Podigao je crkvu kao svoju zadužbinu, na Tari, u selu Sekulića vode.

## Sport
Na institutu za sport i fizičku kulturu INSEP u Parizu, 1986. i 1987. godine diplomirao je borilačke sportove, smjer savate boks. Nositelj je srebrne rukavice, najvišeg zvanja u savateu. Majstor je karatea - crni pojas 4. dan. Za pojas je položio pred komisijom čiji je predsjednik bio proslavljeni izbornik i trener engleske karate reprezentacije, Tiki Donovan. Trenirao je karate klub „Partizan“, s kojim je osvojio naslov prvaka Srbije.
Osnovao je prvi kickboks klub u Srbiji gde se trenirao full contact i savate boks. Potpredsjednik je Svjetske kickboks federacije WAKO i predsjednik je sudačke komisije Svjetske federacije.

## Knjige
Objavio je knjige:
- „Kik boks - Teorija i metodika“ 1997,
- „Menadžment sportskih takmičenja“,
- „Kroz istoriju Kosova i Metohije“ i
- „Raspeto Kosovo i Metohija“.

Deset godina bio je glavni i odgovorni urednik časopisa „Karate RING“.
U dva je mandata bio član predsledništva Jugoslavenskog olimpijskog odbora. Danas je član Predsledništva Sportskog saveza Srbije.
Bio je dugogodišnji predsjednik Kick-boks saveza Jugoslavije (YUKICK), a danas je predsjednik Kick-boks saveza Srbije i predsjednik najuspješnijeg kick-boks kluba „Crvena zvezda-Delije“.